# Outlaw Productions
La société Outlaw Productions, est un studio américain de production de film indépendants.

## Origine
Fondée en 1987 par Robert F. Newmyer (en) et Jeffrey Silver, elle produit aussi des films pour les grands studios d'Hollywood, tel que : Training Day avec la Warner,  Mr. Baseball avec Universal et National Security avec la Columbia. Deborah Jelin Newmyer, l'actuelle Présidente en a hérité de son mari. Michael Glassman en est le Vice-Président.

## Productions
- 1989 Sexe, Mensonges et Vidéo
- 1991 Panique chez les Crandell
- 1992 Crossing the Bridge
- 1992 Mr. Baseball
- 1992 The Opposite Sex and How to Live with Them
- 1993 Indian Summer
- 1994 Pionniers malgré eux
- 1994 Don Juan DeMarco
- 1994 Super Noël
- 1995 Drôle de singe (Born to Be Wild)
- 1997 Addicted to Love
- 1997 How to Be a Player
- 1998 Denis la Malice sème la panique
- 1999 Un de trop
- 2000 Ready to Rumble
- 2000 Fausses Rumeurs (Gossip)
- 2001 Training Day
- 2002 Hyper Noël Production Company (producer)
- 2003 National Security
- 2004 Si seulement... Production Company (as Outlaw)
- 2004 Profession profiler
- 2004 Wet
- 2005 The Thing About My Folks
- 2006 Phat Girlz
- 2006 Super Noël 3 : Méga Givré
- 2007 Agent double
- 2008 Jeux de dupes

## Note
- Ne doit pas être confondu avec Outlaw Productions qui est aussi le nom d'une société de production et de distribution de film pour adultes.(en) voir le lien IMDb